# Stensjön, Mölndal
Stensjön är en sjö i Mölndals kommun i Västergötland och ingår i Göta älvs huvudavrinningsområde. Sjön är 11 meter djup, har en yta på 0,389 kvadratkilometer och befinner sig 49,5 meter över havet. Sjön avvattnas av Mölndalsån och Gullbergsån. Den ligger i nordöstra Mölndals kommun nära Gunnebo slott. Stensjön har tillflöde från Södra Långevattnet och från Rådasjön, genom Ståloppet, och utmynnar sen i Mölndalsån.
Sjön har gett namn åt Stensjöns församling och Stensjökyrkan.

## Delavrinningsområde
Stensjön ingår i delavrinningsområde (639900-127585) som SMHI kallar för Utloppet av Stensjön. Medelhöjden är 83 meter över havet och ytan är 3,56 kvadratkilometer. Räknas de 19 avrinningsområdena uppströms in blir den ackumulerade arean 203,23 kvadratkilometer. Gullbergsån (Mölndalsån) som avvattnar avrinningsområdet har biflödesordning 3, vilket innebär att vattnet flödar genom totalt 3 vattendrag innan det når havet efter 17 kilometer. Avrinningsområdet består mestadels av skog (44 %). Avrinningsområdet har 0,49 kvadratkilometer vattenytor vilket ger det en sjöprocent på 13,7 %. Bebyggelsen i området täcker en yta av 1,4 kvadratkilometer eller 39 % av avrinningsområdet.

## Gunnebo bro
Gunnebo bro över Gunneboåns utlopp i Stensjön återfinns på en karta från år 1725. År 1947 genomfördes en upprustning av den dåvarande bron, som var byggd av ekbjälkar på stenkistor av gnejs från stenbrott i trakten. Till följd av ökad och tyngre trafik uppfördes en ny bro under hösten 1998, vilken invigdes den 17 mars 1999, och som kostade 7,16 miljoner kronor.

## Fågelliv
Strömfåran vid Gunnebo bro är nästan alltid öppen vintertid, vilket ger ett rikt fågelliv. Hundratals gräsänder och kanadagäss, tillsammans med många andra fågelarter, tillbringar vintern där. Sedan 1930-talet övervintrar ett hundratal sångsvanar där.

## Etymologi
Namnformen Steen sjön finns belagd i en lantmäterihandling år 1654. Sjön har tidigare även kallats Gunnebosjön, vilket finns belagt åren 1813 och 1855, och Mölndalssjön omkring år 1836. Sjön har troligen fått sitt namn av att sjöbottnen på sina håll är ganska stenig, särskilt vid utloppet.

## Bilder

Stensjön
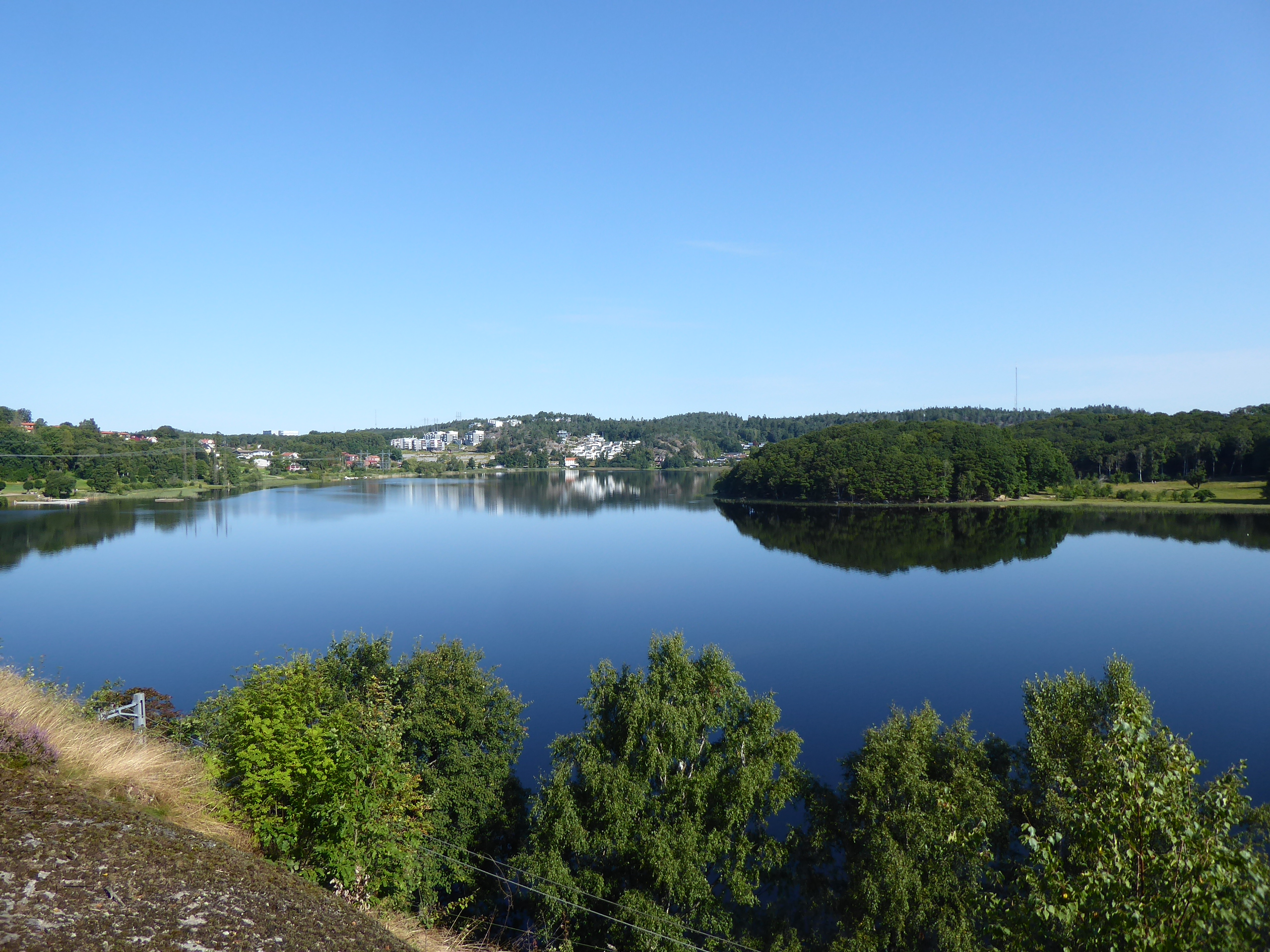
Stensjön från sydväst i riktning norr den 14 augusti 2022
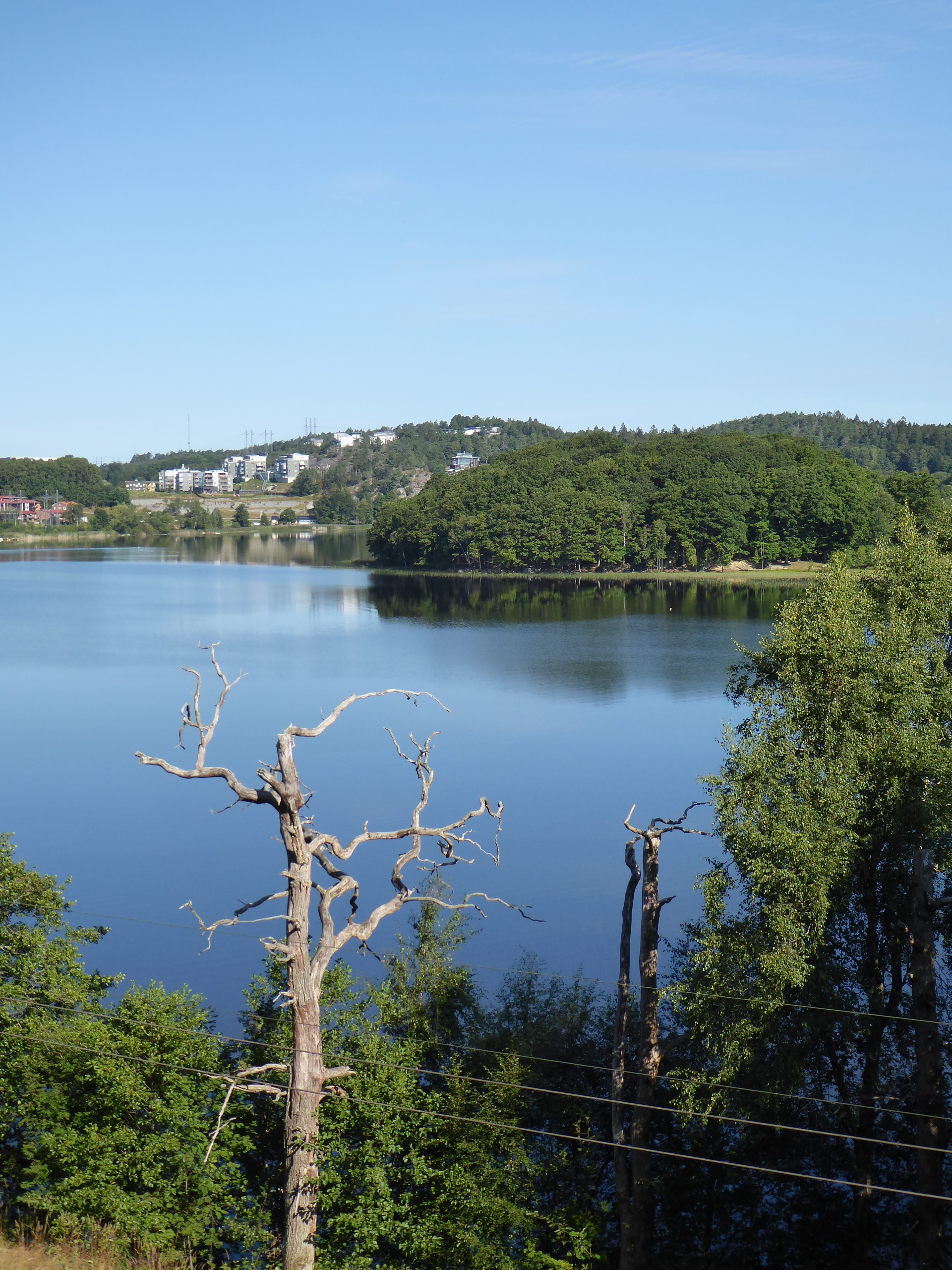
Udden på östra sidan från sydväst den 14 augusti 2022
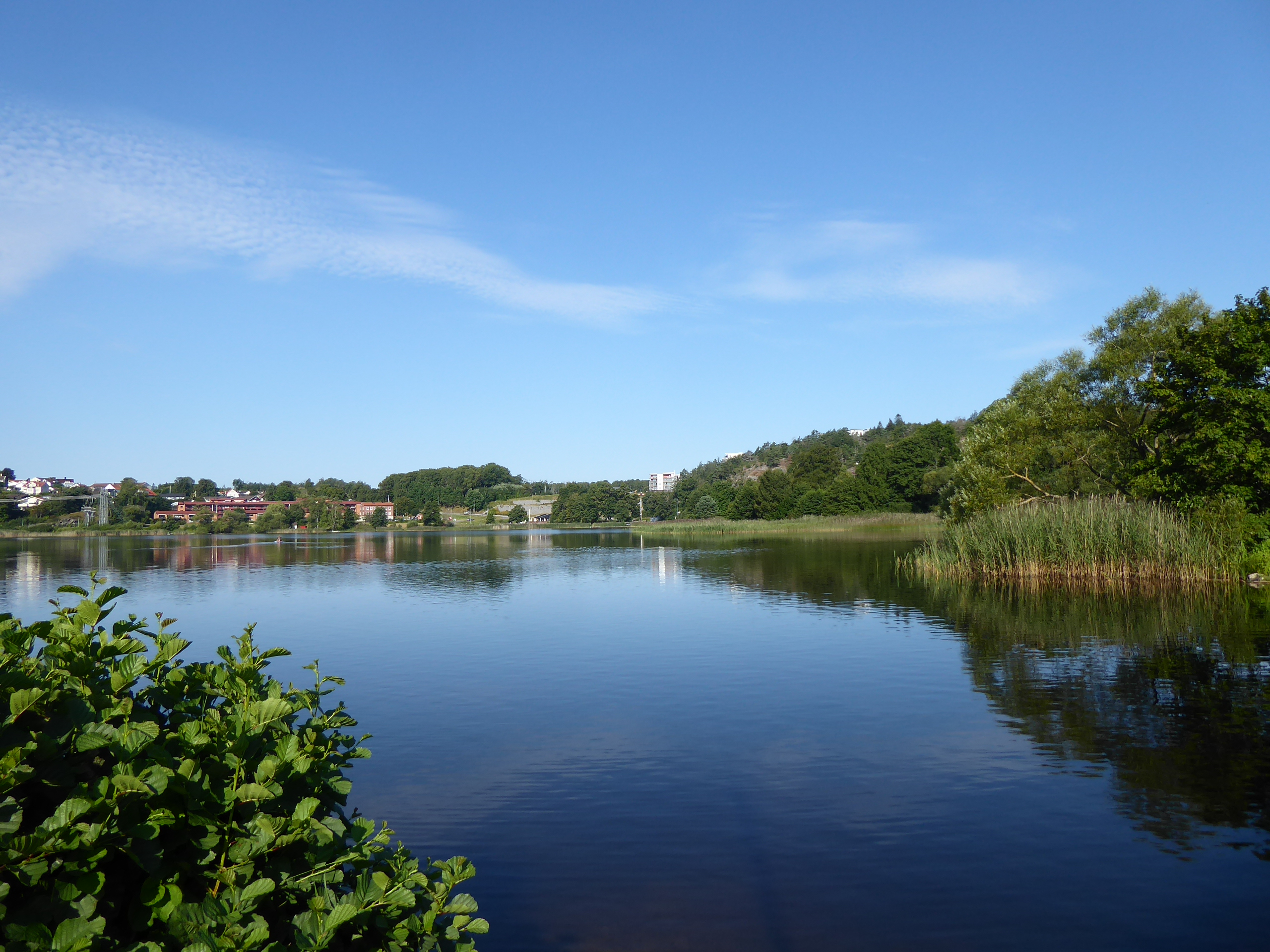
Nordöstra delen av Stensjön den 14 augusti 2022
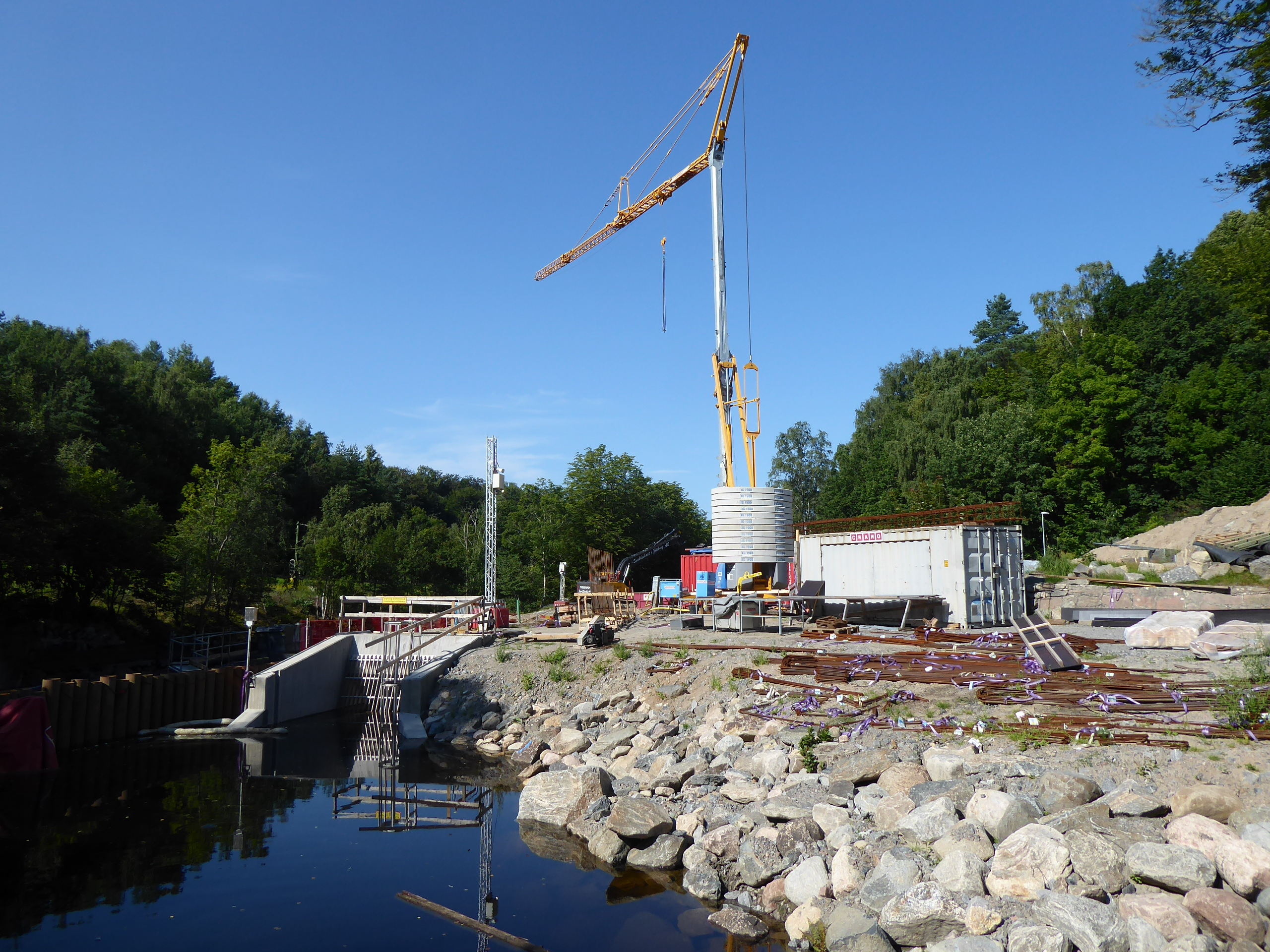
Flödesreglering av Stensjöns utlopp i Mölndalsån den 14 augusti 2022